# Gélinotte de Severtzov
Tetrastes sewerzowi
Espèce
Synonymes
Bonasa sewerzowi
Statut de conservation UICN

 NT  : Quasi menacé
La Gélinotte de Severtzov (Tetrastes sewerzowi) est une espèce d'oiseaux de la famille des Phasianidae.